# Иранска висораван
Иранска висораван, понекад и Персијска висораван, геолошка је формација у западној и средњој Азији. Дио је Евроазијска плоче и окружен је Арапском и Индијском плочом, ограничен на западу са Загросом, на сјеверу са Каспијским језером и Црним море, на сјеверозападу са Јерменском висоравани и Кавкаским планинама, на југу са Ормуским пролазом и Персијским заливом и ријеком Инд на истоку.
Као историјска област, укључује Партију, Медију, Фарс, унутрашњост Ирана и неке бивше персијске територије. Загрос чини западну границу, али његове источне падине се могу укључити у овај термин. Енциклопедија Британика искључује „Хузестанско низоземље” и карактерише Елам као „регион од Месопотамијске равнице до Иранске висоравни”.
Од Каспијског језера на сјеверозападу до Белуџистана на југоистоку, Иранска висораван захвата пространство од скоро 2.000 km. Обухвата већи дио Ирана, Авганистана и дио Пакистана западно од Инда, са грубо одређеном површином од 3.700.000 km². Упркос назива „висораван”, далеко је равне површине и садржи неколико планинских вјенаца. Највиши врх је Дамаванд од 5.610 m на Алборзу и Даште Лут источно од града Кермана у средњем Ирану са 300 m мање.

## Геологија
У геологији, висораван региона Ирана првенствено је формирана од акреционих гондванских терена између Туранске платформе на северу и главног загросовог потиска, зоне шава између арабијске плоче која се креће ка северу и евроазијског континента, назива се Иранска висораван. То је геолошки добро проучено подручје због општег интересовања за континенталне колизионе зоне и због иранске дуге историје геолошких истраживања, посебно економске геологије (иако се главне иранске резерве нафте не налазе на висоравни).

## Географија
Иранска висораван у геологији се односи на географско подручје северно од великих преклопљених планинских појасева насталих као резултат судара Арабијске плоче са Евроазијском плочом. У овој дефиницији, Иранска висораван не покрива југозападни Иран.
Висораван се протеже од провинције Источни Азербејџан на северозападу Ирана (Персија) све до Авганистана и Пакистана западно од реке Инд. Такође обухвата мање делове Републике Азербејџан, Ирачки Курдистан и Туркменистан.
Њени планински ланци се могу поделити у пет главних подрегиона (погледајте испод).
Северозападна Иранска висораван, где се спајају Понтијске и Таурус планине, је неравна земља са већим надморским висинама, оштријом климом и већим падавинама него на Анадолијској висоравни. Регион је познат као Анти-Таурус, а просечна надморска висина његових врхова прелази 3.000 m. Планина Арарат, са 5.137 m (16.854 ft) највиша тачка у Турској, налази се у Анти-Таурусу. Језеро Ван се налази у планинама на надморској висини од 1.546 метара (5.072 ).
Изворишта великих река настају у Анти-Таурусу: река Арас која тече ка истоку, и која се улива у Каспијско море; Еуфрат и Тигрис који теку ка југу спајају се са Ираком пре него што се уливају у Персијски залив. Неколико малих потока који се уливају у Црно море или језеро Ван без излаза на море такође извиру из ових планина. Река Инд почиње у висоравни Тибета и тече дуж Пакистана готово пратећи источну ивицу Иранске висоравни.
Југоисточна Анадолија лежи јужно од планине Анти-Таурус. То је област валовитих брда и широке висоравни која се протеже до Сирије. Надморска висина се постепено смањује, од око 800 метара (2.600 ) на северу до око 500 метара (1.600 ) на југу. Традиционално, пшеница и јечам су главни усеви у региону.

### Планински ланци

#### Северозападни ирански ланци
- Алборз[7]
  - Дамаванд 5.610 m (18.410 ft)[8][9]

#### Централноиранска висораван
- Хазаран 4.500 m (14.800 ft)[10]
- Џебал Барез

#### Источноирански ланци
- Копет Даг[11][12][13]
  - Куи Саја Квани 3.314 m (10.873 ft) 36° 17′ N 59° 3′ E / 36.283° С; 59.050° И
- Ешдегар ланад
  - 2.920 m (9.580 ft) 33° 32′ N 57° 14′ E / 33.533° С; 57.233° И
- Белуџистан[14][15]
  - Сикарам 4.755 m (15.600 ft) 34° 2′ N 69° 54′ E / 34.033° С; 69.900° И
  - Тафтан вуккан 3.941 m (12.930 ft) 28° 36′ N 61° 8′ E / 28.600° С; 61.133° И
  - Заргун 3.578 m (11.739 ft) 30° 16′ N 67° 18′ E / 30.267° С; 67.300° И

### Реке и равнице
- Кевир пустиња[16]
- Даште Лут[17][18][19] Температуре на површини песка су измерене и до 70 °C (158 °F),[20][21]
- Хамун Џаз-Муријан
  - Река Халил
- Гавхуни
  - Река Зајанде
- Систански слив
  - Река Хелманд
  - Река Фара

## Историја
У бронзаном добу, Елам се простирао преко планина Загрос, повезујући Месопотамију и Иранску висораван. Краљевства Арата, позната из клинописних извора, можда су се налазила на централноиранској висоравни. У класичној антици регион је био познат као Персија, због персијске династије Ахеменида која потиче из Фарса. Средњоперсијски Еран (одатле модерни персијски Иран) почео је да се користи у контексту државе (а не као етничка ознака) од периода Сасанида (види етимологију Ирана).

## Археологија
Археолошка налазишта и културе Иранске висоравни укључују:
- Мергар, претходник цивилизације долине Инда
- Централноиранска висораван ("Џирофтска култура")
  - Шари Сухта
  - Конар Сандал
  - Тепе Јаја
- Цивилизација Завандејске реке
- Тапе Сијалк
- Палеолитске локације
  - Нијасар
  - Сефид-Аб
  - Кафтар Кун
  - Коле Бози пећине
  - Мирак
  - Дилејзијан
  - Табас
  - Масила

## Флора
На платоу се налазе историјске шуме храста и тополе. Храстове шуме се налазе око Шираза. Јасика, брест, јасен, врба, орах, бор и чемпрес такође су присутни, мада су последње две врсте ретке. Од 1920. године, топола се сече за израду врата. Брест је коришћен за плугове. Остала стабла попут багрема, чемпреса и туркестанског бреста коришћена су у декоративне сврхе. Што се тиче цвећа, на платоу могу расти јоргован, јасмин и руже. Уобичајени су глог и Cercis siliquastrum, који се користе за плетење корпи.

## Фауна
Плато обилује дивљим животињама, укључујући леопарде, медведе, хијене, дивље свиње, козороге, газеле и муфлоне. Ове животиње се углавном налазе у шумовитим планинама висоравни. На обалама Каспијског мора и Персијског залива живе водене птице као што су галебови, патке и гуске. У полупустињи се налазе јелени, јежеви, лисице и 22 врсте глодара, а у Белуџистану живе палмине веверице и азијски црни медведи.
Велики избор водоземаца и гмизаваца као што су жабе, жабе крастаче, корњаче, гуштери, даждевњаци, тркачи, пацовске змије (Ptyas), мачје змије (Tarbophis fallax) и поскоци живе у региону Белуџистана и дуж обронака планина Елбурз и Загрос. У Персијском заливу живи 200 врста риба. 30 врста најважнијих комерцијалних риба јесетре се налази у Каспијском мору.

## Економија
Иранска висораван пружа дрвеће за прављење врата, плугова и корпи. Узгаја се и воће. Крушке, јабуке, кајсије, дуње, шљиве, брескве, трешње, дудови и брескве су обично виђани у 20. веку. Бадеми и пистације су уобичајени у топлијим крајевима. Узгајају се и урме, поморанџе, грожђе, диње и лимете. Остали јестиви производи укључују кромпир и карфиол, које је било тешко узгајати све док европско насељавање није донело побољшања у наводњавању. Остало поврће укључује купус, парадајз, артичоке, краставце, спанаћ, ротквице, зелену салату и патлиџане.
Ова висораван такође производи пшеницу, јечам, просо, пасуљ, опијум, памук, луцерку и дуван. Јечам се углавном користи за исхрану коња. Сусам се узгаја и од њега се прави сусамово уље. Печурке и мана су такође виђене на висоравни од 1920. Ким се узгаја у провинцији Керман.